# Almir Marques Ferreira
Almir Marques Ferreira (* 18. November 1911 in Patrocínio, Minas Gerais, Brasilien; † 1. Januar 1984 in Uberlândia, Minas Gerais) war ein brasilianischer Geistlicher und römisch-katholischer Bischof von Uberlândia.

## Leben
Almir Marques Ferreira empfing am 17. November 1935 das Sakrament der Priesterweihe für das Bistum Uberaba.
Papst Pius XII. ernannte ihn am 9. April 1957 zum Titularbischof von Arindela und zum Weihbischof in Sorocaba. Der Apostolische Nuntius in Brasilien, Erzbischof Armando Lombardi, spendete ihm am 5. August desselben Jahres die Bischofsweihe. Mitkonsekratoren waren der Bischof von Uberaba, Alexandre Gonçalves do Amaral, und der Bischof von Sorocaba, José Carlos de Aguirre.
Am 19. August 1961 ernannte ihn Papst Johannes XXIII. zum ersten Bischof des vier Wochen zuvor errichteten Bistums Uberlândia. Er nahm an der ersten Sitzungsperiode des Zweiten Vatikanischen Konzils als Konzilsvater teil.
Am 1. Dezember 1977 nahm Papst Paul VI. seinen gesundheitsbedingten Rücktritt an.